# 洛斯梅達諾斯 (加利福尼亞州)
洛斯梅達諾斯（英語：Los Medanos）是位於美國加利福尼亞州康特拉科斯塔縣的一個非建制地區。該地的面積和人口皆未知。

## 地理
洛斯梅達諾斯的座標為38°00′44″N 121°51′05″W / 38.01222°N 121.85139°W，而該地的平均海拔高度為12米（即39英尺）。